# مایکل فراتر
مایکل فراتر (انگلیسی: Michael Frater؛ زادهٔ ۶ اکتبر ۱۹۸۲) دونده اهل جامائیکا است.